# 1862
Cette page concerne l'année 1862 (MDCCCLXII en chiffres romains) du calendrier grégorien.
L'année 1862 est une année commune qui commence un mercredi.

## Événements

### Afrique
- 2 février : traité entre le Damel du Cayor Madiodio et le gouverneur du Sénégal Louis Faidherbe[1].
- 19 février : le roi Muteesa Ier du Bouganda accueille l’explorateur Speke et les trafiquants arabes venus par le sud[2].
- 10 mars : déclaration de la France et du Royaume-Uni qui garantissent à Paris l’intégrité des États de Zanzibar et de Mascate et Oman[3].
- 11 mars : signature du traité d’Obock, établissant un protectorat français sur le nord du golfe de Tadjourah (République de Djibouti). La France acquiert la rade d’Obock et achète le site de Djibouti pour 10 000 thalers au sultan de Raheito[4].
- 13 avril : El Hadj Omar Tall part de Ségou pour attaquer l’Empire peul du Macina[5]. Le roi du Macina Amadou Amadou fait alliance avec le roi de Ségou pour résister à El Hadj Omar.
- 17 avril : les Portugais prennent le carrefour commercial de Malange, en Angola[6].
- 2 mai : évacuation de Tétouan par les Espagnols[7].
- 10-15 mai : Amadou Amadou et le roi de Ségou sont vaincus à Tayawal (ou Thiéréwal) et le royaume Peul du Macina est annexé à l’empire de El Hadj Omar[8].
- 16 mai : El Hadj Omar Tall conquiert la ville d'Hamdallaye, capitale de l’Empire peul du Macina[8].
  - Un chef Peul rescapé, Ba Lobbo (en) soulève son peuple et assiège Hamdallaye, la capitale, le 10 juin 1863[8]. El Hadj Omar meurt lors de sa fuite dans le pays Dogon (falaise de Bandiagara) par l’explosion dans une grotte de sa réserve de poudre (12 février 1864)[9]. L’empire créé par El Hadj Omar perdure cependant sous la direction de son neveu Tidjani dans le Nord et de son fils Ahmadou Tall (1864-1895) à Ségou, jusqu’à l’occupation française en 1893.
- 19 mai : le pavillon français est hissé sur le territoire d'Obock[10].
- 1er juin : la France acquiert par traité le cap Lopez au Gabon[11].
- Juillet : Lat Dior est proclamé Damel du Cayor après sa victoire sur Madiodio[12]. Il mène au Sénégal une guérilla active qui se terminera par sa mort en 1886.
- 28 juillet : Speke atteint le lac Victoria[13].
- 12 septembre : le roi Radama II de Madagascar signe un traité avec la France[14].
- 29 octobre : le négus d’Éthiopie Théodoros II écrit à la reine Victoria du Royaume-Uni pour lui proposer une alliance totale contre les Ottomans. Le refus du Foreign office irrite l’empereur, qui retient, puis emprisonne le consul britannique Cameron et quelques autres Européens (4 janvier 1864). La diplomatie occidentale ne parvient pas obtenir leur libération avant février 1866[15]. Vers 1862-1863, Théodoros réussit à faire fabriquer des canons par des missionnaires et artisans allemands et suisses[16].
- 18 novembre : percement de l’isthme de Suez[17].
- 4 décembre : le roi Radama II de Madagascar signe un traité avec le Royaume-Uni[14].
- 23 décembre : ouverture à Tétouan de la première école de l’Alliance israélite universelle au Maroc[18]. Fondée à Paris en 1860, elle crée un réseau scolaire. Les écoles de Tétouan, Essaouira (1865), Tanger (1867) et Safi (1868) regroupent, en 1868, 108 enseignants et 1400 élèves. Le sort de la communauté juive au Maroc s’est amélioré avec l’intervention en sa faveur de Moses Montefiore auprès du sultan en 1864. Quoique très liée aux intérêts européens, elle fait partie intégrante de la société marocaine.
- Décembre : Marius Daumas, agent des Régis, est nommé vice-consul de France à Ouidah (Dahomey)[19].

- L’Égypte occupe Métemma[20].

### Amérique
- 5 janvier : le royaume d'Araucanie et de Patagonie est annexée par le Chili et l'Argentine et le roi Orélie-Antoine est fait prisonnier par les autorités chiliennes.
- 7 janvier, Mexique : des troupes franco-anglo-espagnoles occupent Veracruz[21].
- 11 janvier : le président de Honduras José Santos Guardiola est assassiné. La guerre civile reprend après six ans.
- 19 février, Mexique : le président Benito Juarez réussit à neutraliser la Grande-Bretagne et l’Espagne par la convention de Soledad[21]. La France, profitant de la guerre de Sécession, continue seule la guerre (Expédition du Mexique, fin en 1867). Napoléon III, encouragé par Morny, (qui soutient les créances du banquier Jecker sur le Mexique), veut créer un empire catholique, contrepoids à la puissance des États-Unis. À en croire les réfugiés mexicains de France, victimes des libéraux, l’entreprise paraît aisée.
- 12 avril : l’homme d’État Bartolomé Mitre fait l’union de l’Argentine et en est élu président en octobre[22]. Il inaugure deux décennies de domination libérale pendant laquelle l’unification nationale fait de grands progrès. Les caudillos locaux sont peu à peu réduits et les Indiens vaincus.
- 19 avril : bataille de Fortín, premier engagement de l’intervention française au Mexique[21].
- 28 avril : bataille de Las Cumbres, au Mexique[21].
- 4 mai : victoire mexicaine à la bataille d'Atlixco[23].

- 5 mai : première bataille de Puebla, les Français sont mis en échec par le général mexicain Zaragoza[21].
- 13-14 juin : victoire française sur les mexicains à la bataille de Cerro del Borrego[21].
- 19 juin, Tulcán : les troupes du président colombien Arboleda envahissent l’Équateur[24]. Déclaration de guerre de la Colombie à l’Équateur. Plus que les différends frontaliers, c’est la nature du pouvoir incarné par le mystique Moreno qui est à l’origine du conflit. Selon le président colombien, « il faut délivrer l’Équateur du programme théocratique de Moreno ». Battu, Moreno reste toutefois au pouvoir (1863).
- 3 juillet : le général Forey remplace le général de Lorencez à la tête du corps expéditionnaire français au Mexique, et en même temps, il exerce les fonctions de ministre plénipotentiaire de France dans ce pays[23]. Le général Bazaine reçoit le commandement de la 1re division d'infanterie du corps d'expédition au Mexique.
- 18 septembre, Guerre civile colombienne : victoire définitive des libéraux du général Mosquera sur les conservateurs à la bataille de Santa Bárbara de Cartago[25].
- 16 octobre : Francisco Solano López est porté au pouvoir par son père, le président du Paraguay (1862-1870)[26].
- 31 décembre : le corps expéditionnaire français au Mexique compte 28 000 hommes et 50 pièces d'artillerie[27].

#### États-Unis
- 10 janvier : bataille de Middle Creek, remportée par les troupes de l'Union commandées par James Abram Garfield[28].
- Février - juin : les forces de l’Union (Grant, Pope et Buell), aidés de canonnières fluviales, s’emparent de points stratégiques sur le Mississippi, le Tennessee et la Cumberland[29].

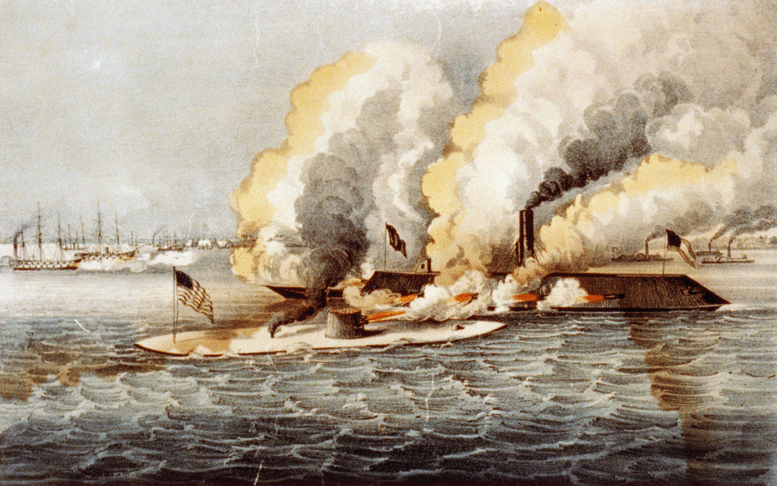
9 mars : combat de Hampton Roads.

- 8 - 9 mars : combat de Hampton Roads. Le premier combat entre deux cuirassés oppose le Merrimack, armé par les Sudistes, et le Monitor, appartenant aux Nordistes. Il n’y a pas de vainqueur[30].
- 6-7 avril : bataille de Shiloh. Le général confédéré Johnston attaque les armées de Grant mais est battu et repoussé vers Corinth après une sanglante bataille[29].

24 avril : reddition de La Nouvelle-Orléans.

- Avril - mai : l’amiral de l’Union Farragut et les troupes de Butler s'emparent des forts de l’embouchure du Mississippi, forcent La Nouvelle-Orléans à se rendre (24 avril) puis contrôlent le fleuve jusqu’à Port Hudson[29].
- 20 mai : aux États-Unis, loi Homestead Act qui concède gratuitement 160 acres (647 000 m2) à tout fermier les ayant cultivées au moins cinq ans[31].

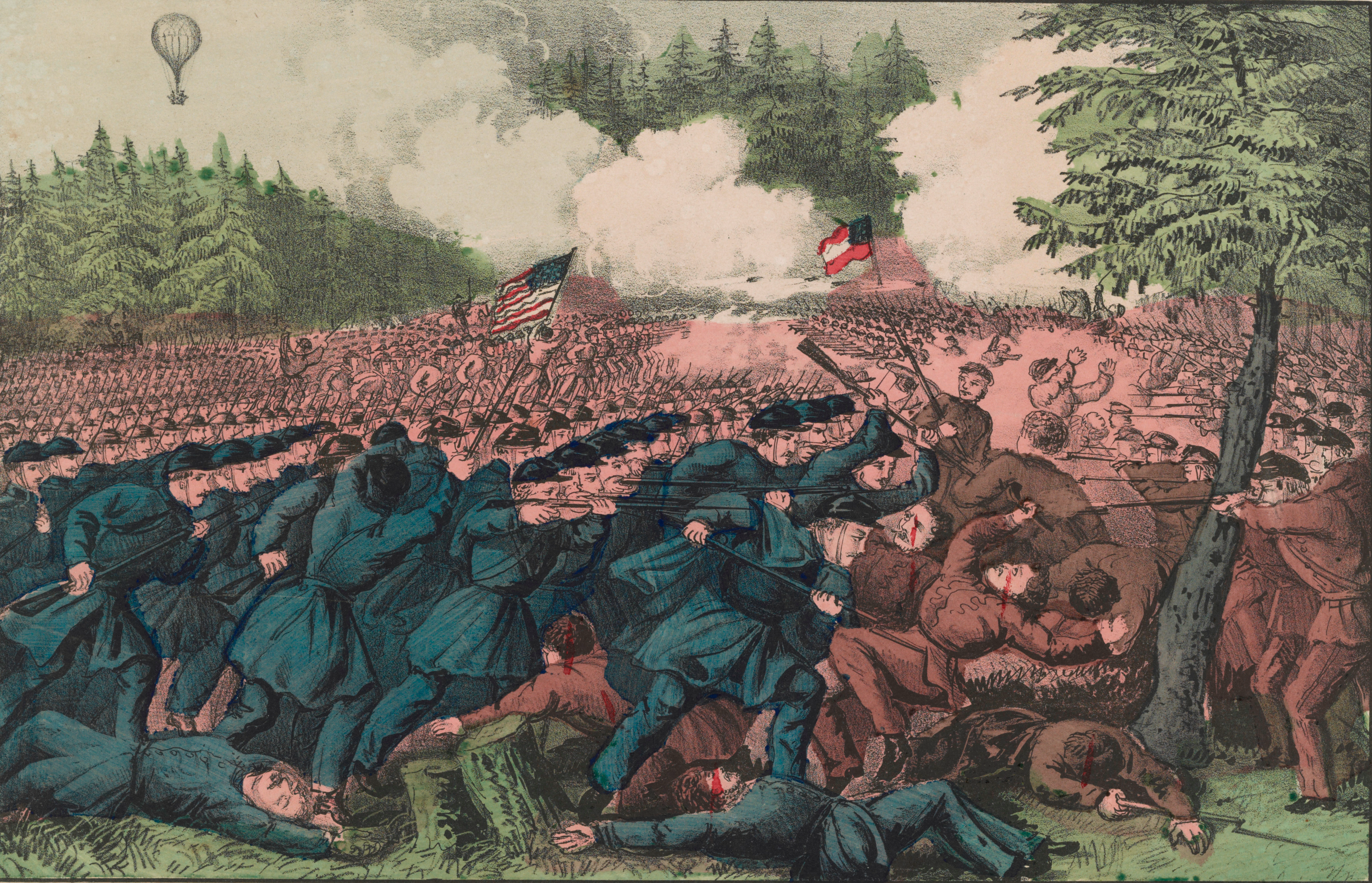
31 mai- : bataille de Fair Oaks.

- 6 juin : destruction de la flotte confédérée à la première bataille de Memphis[29].
- 25 juin - 2 juillet : bataille de Sept Jours, aux États-Unis. Échec de George McClellan devant Richmond. L’Union recule après une sanglante bataille[30].
- 1er juillet : décision de construire le premier transcontinental. Le gouvernement accorde aux compagnies Union Pacific et Central Pacific des prêts avantageux et dix sections de terres fédérales alternées de part et d’autre du remblai (surfaces doublées dès 1864)[32]. D’immenses bandes de terres échappent au Homestead Act (181 millions d’acres de 1851 à 1871).
- 15 - 16 juillet : bataille d'Apache Pass. Cochise, chef apache des Chiricahuas devient hostile aux Blancs à la suite de l’exécution de plusieurs membres de sa tribu par les troupes américaines[33].
- Juillet : le Congrès des États-Unis vote un décret de confiscation qui autorise l’affranchissement des esclaves appartenant aux maîtres qui se battent contre l’Union. Le décret n’est pas appliqué par les généraux nordistes et Lincoln ne l’impose pas.

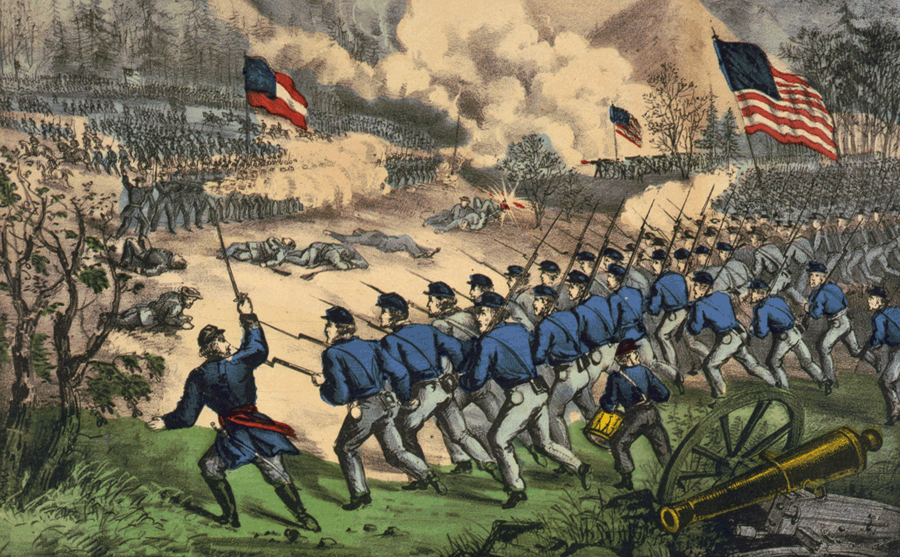
9 août : bataille de Cedar Mountain.

- 17 août : début de la révolte des Sioux. Plus de 700 colons périssent. Après leur denier échec contre le camp militaire de Wood Lake le 28 septembre, 38 Santee sont exécutés le 26 décembre à Mankato[34]. Les Indiens vaincus ne possèdent plus que le Dakota et le Montana.
- 28 - 30 août : victoire sudiste à la seconde bataille de Bull Run, en Virginie, aussi appelée seconde bataille de Manassas[35]. Le général Robert E. Lee repousse deux invasions de la Virginie puis pénètre dans le Nord.
- 14 septembre : bataille de South Mountain[36].
- 17 septembre : la bataille d’Antietam (Maryland) sauve Washington d’une attaque des Sudistes de Lee[36].
- 22 septembre : Lincoln rend publique sa « proclamation préliminaire d’émancipation »[37]. Il offre au Sud un délai de quatre mois pour cesser la rébellion, en menaçant d’émanciper les esclaves si les Sudistes continuaient à combattre, tout en promettant de ne pas toucher à l’esclavage dans les États qui se rallieraient à l’Union.
- 8 octobre : les confédérés Bragg et Smith échouent à Perryville dans leur tentative de contrôle du Kentucky[38].
- 7 novembre : Napoléon III propose, unilatéralement, un armistice de 6 mois entre les belligérants de la guerre civile américaine, supervisé par la France, le Royaume-Uni et la Russie. Refus des Britanniques et des Russes[39].
- 13 décembre : victoire de Lee sur le nordiste Burnside à Fredericksburg en Virginie[30].
- 31 décembre : début de la bataille de la Stones River[30].

### Asie
- 7 janvier-30 août : en Chine, la révolte des Taiping menace Shanghai. Les forces franco-britanniques mettent en déroute les Taiping et investissent Hangzhou[40].
- 22 mars, campagne de Cochinchine : prise de Vĩnh Long par les forces franco-espagnole[41].
- Fin mai : début d’insurrection musulmane au Gansu (1862-1877)[42]. Dix millions de personnes auraient succombé du fait de cette révolte et de sa répression.
- 2 juin : un navire japonais, le Senzaimaru se rend à Shanghai[43].
- 5 juin, Annam : traité de Saïgon, par lequel l’empereur du Tu Duc est contraint de céder la Cochinchine (Saïgon, Mỹ Tho et Biên Hòa, ainsi que l'île de Poulo Condor) à la France. L’empereur accorde aux chrétiens le libre exercice du culte[41].

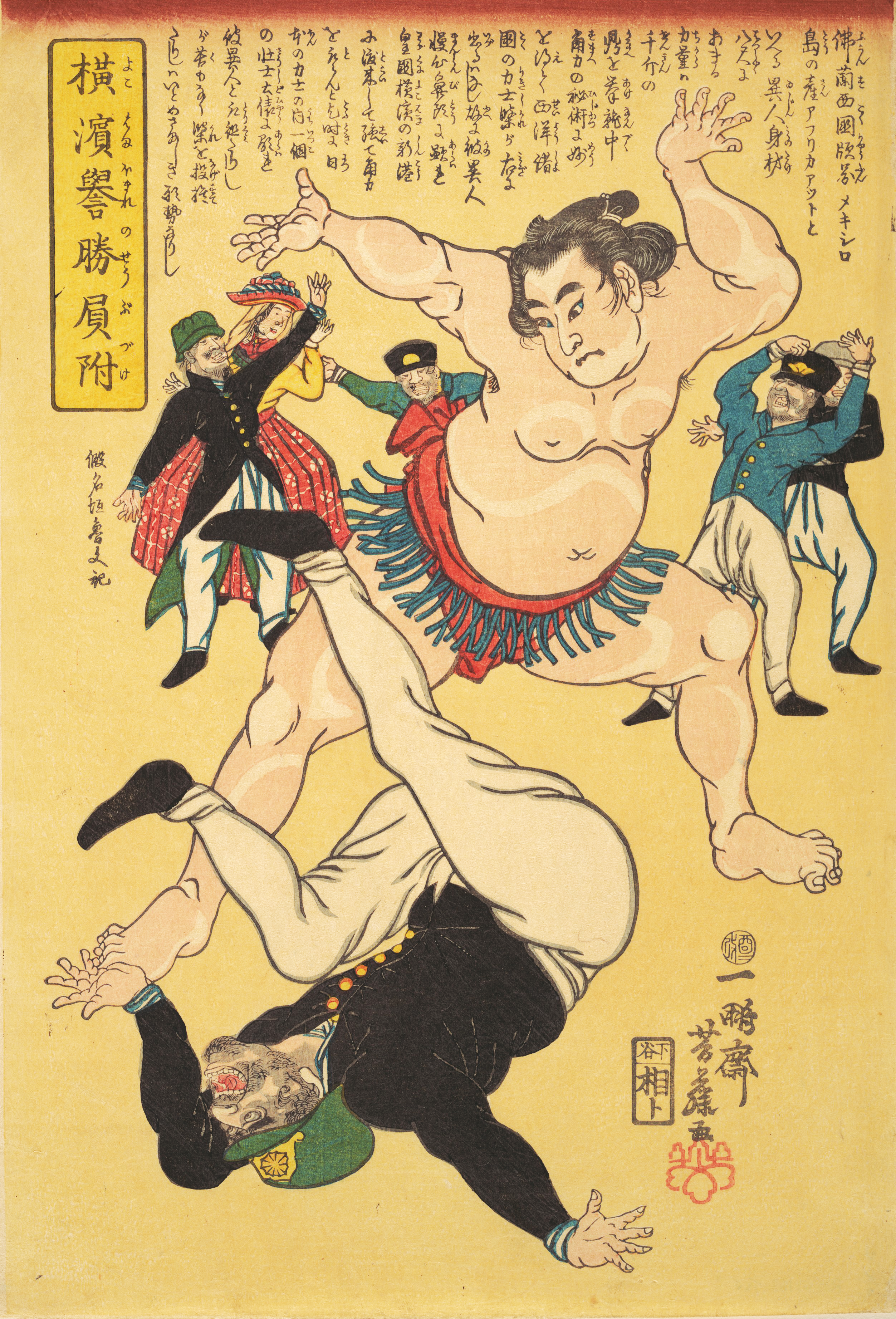
Estampe japonaise xénophobe de 1861, Yokohama.

- 14 septembre, Japon : incident de Namamugi. Des samouraïs du fief des Satsuma sabrent des officiels britanniques. Cet assassinat s’ajoute à des multiples incidents entre étrangers et samouraïs xénophobes[44].
- 2 novembre, Nagasaki : départ d’une mission japonaise en Europe. Des étudiants de la marine japonais, dont Takeaki Enomoto (1826-1908) se rendent officiellement aux Pays-Bas pour s’initier aux constructions navales occidentales ; ils sont à Rotterdam le 2 juin 1863[45].
- 17 décembre :
  - déclenchement d’une insurrection contre les Français près de Tây Ninh en Cochinchine[46].
  - la Perse signe un engagement avec le Royaume-Uni pour la construction d’un poste de relais du réseau télégraphique installé entre Khanaqin et Bushehr[47]. La possibilité de transmission rapides à travers la Perse transformera l’exercice du pouvoir à l’intérieur du pays. Le télégraphe permettra au chah de contrôler plus étroitement l’activité des autorités provinciales.

- Inauguration d’une ligne maritime de vapeurs entre Bombay et Bassora[48]. Les Britanniques s’assurent le monopole des moyens de communication entre le golfe Persique et l’Inde.
- La Société ottomane des sciences, fondée en 1861, publie son organe, le Mecmua-i Fünun. Véritable vivier intellectuel, il jouera un rôle comparable à celui de l’Encyclopédie en France au XVIIIe siècle. Une revue de débat paraît à Istanbul, Tasvir-i Efkâr, dirigée par le libre penseur Ibrahim Chinasi qui n’hésite pas dans ses éditoriaux à critiquer le conservatisme du gouvernement du sultan[49].

### Europe
- 23 janvier : Reutern devient ministre des Finances en Russie[50]. Il organise et publie un budget unifié de l’État pour la première fois. Sa réforme monétaire est un échec.
- 2 février : création de l’Ateneo catalán de la clase obrera en Catalogne[51].
- 3 février (22 janvier du calendrier julien) : gouvernement conservateur de Barbu Catargiu dans les Principautés unies de Moldavie et de Valachie ; il est assassiné le 20 juin[52].

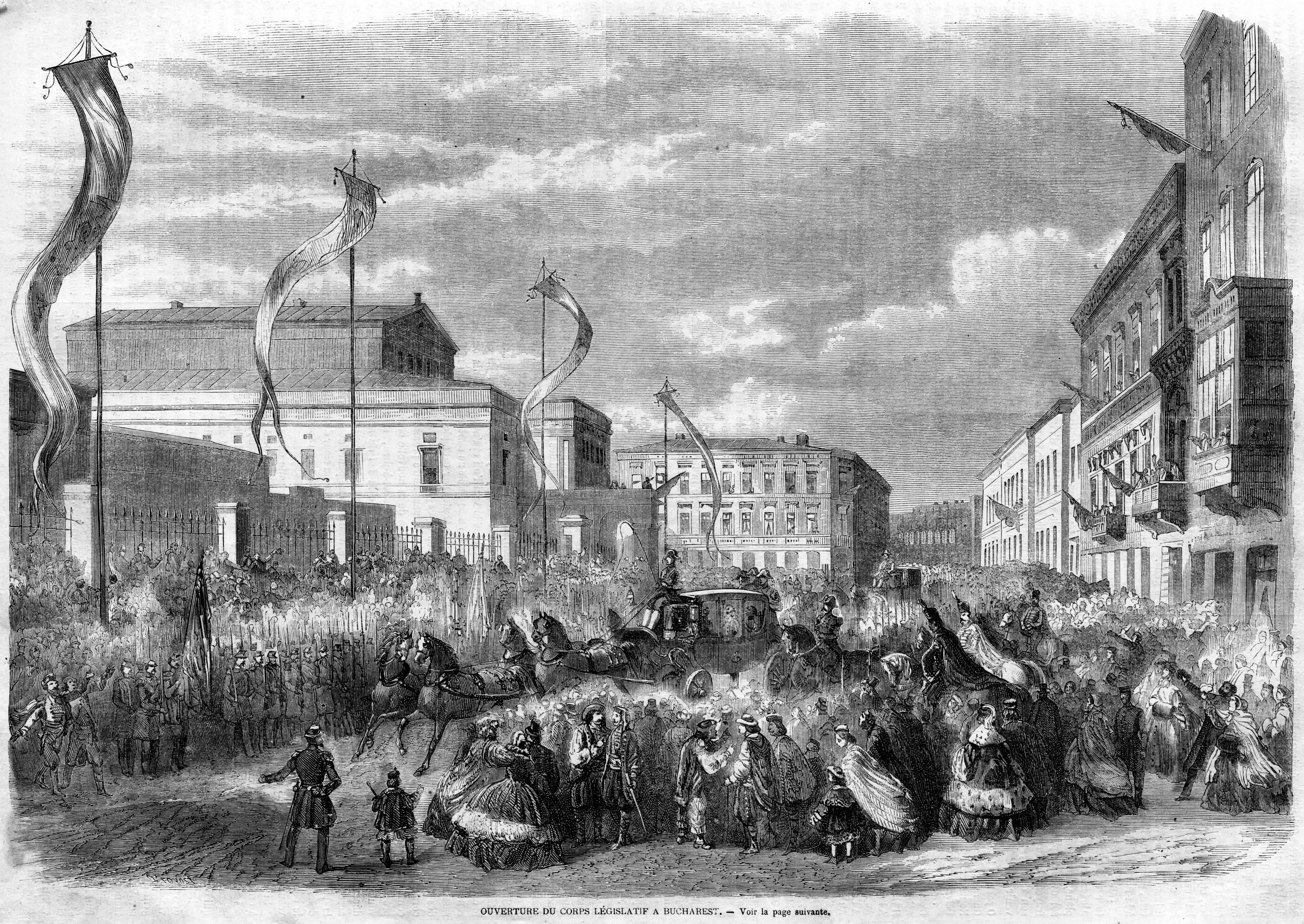
5 février : le prince Alexandre Jean Cuza proclame Bucarest capitale des Principautés roumaines unies.

- 5 février (24 janvier du calendrier julien) : l’union des Principautés unies de Moldavie et de Valachie est formellement reconnue[53]. Le nouveau pays reçoit officiellement le nom de Roumanie, avec Bucarest comme capitale.
- 13 février (1er février du calendrier julien) : insurrection militaire à Nauplie[54].
- 16 février : fondation du mouvement de gymnastique des Sokol en Bohême[55], inspiré du Turnverein allemand fondé en 1811. Son idéologie anti-habsbourgeoise sera reprise par les minorités nationales de l’Empire austro-hongrois.
- 2 février : la noblesse libérale de Tver réclame la réunion d’un Zemski sobor en Russie[56].
- 29 mars : traité de libre-échange avec la France signé par la Prusse au nom du Zollverein[57]. Ce traité est ressenti à Vienne comme une humiliation. L’Autriche, qui ne cesse depuis 1859 de ce concilier la Prusse au détriment de ses relations avec les autres États allemands, et qui s’est vu refusé en août 1860 une demande d’adhésion au Zollverein, voit un État non germanique obtenir des avantages commerciaux supérieurs aux siens.
- 14 avril : traité de Bayonne qui précise la frontière entre l’Espagne et la France[58].
- 1er mai : ouverture de l’Exposition universelle de Londres[59].
- 16-28 mai : série d’incendies à Saint-Pétersbourg[60]. Le pouvoir russe en profite pour dénoncer les agissements nihilistes. Nombreuses arrestations (Pisarev, Tchernychevski). La société Zemlia i Volia est démantelée (dissoute en 1864).
- 16 - 28 juin : tournoi d’échecs de Londres remporté par Adolf Anderssen[61].
- 19 juillet - 15 octobre : Napoléon III autorise une délégation ouvrière (Henri Louis Tolain) à se rendre à Londres durant l’exposition universelle, afin de découvrir le syndicalisme britannique[62].
- 7 septembre : la Légion bulgare, organisation clandestine créée au printemps à Belgrade par le patriote Georgi Rakovski, qui entend prendre le pouvoir par un coup d’État, est dissoute sur ordre des autorités serbes[63].

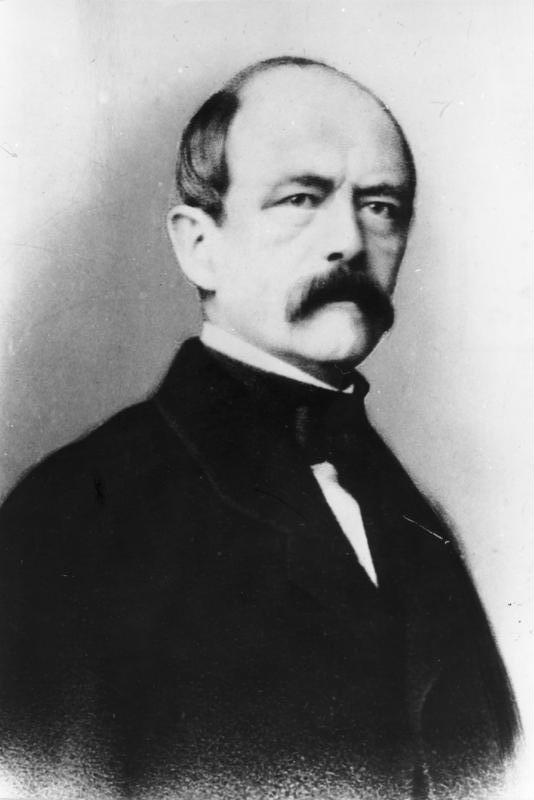
23 septembre : Otto von Bismarck devient ministre-président du roi de Prusse

- 23 septembre : Otto von Bismarck devient ministre-président du roi de Prusse Guillaume Ier (fin en 1890)[64]. Guillaume Ier renonce à abdiquer en faveur de son fils, le libéral Kronprinz Frédéric-Guillaume. La Prusse s'engage dans une politique ultra-conservatrice et militariste.
- 30 septembre : discours du fer et du sang, prononcé par Bismarck devant le Landtag pour désamorcer le conflit constitutionnel en Prusse[65]. Guillaume Ier veut augmenter les effectifs de l’armée et doit obtenir du Landtag la levée des sommes nécessaires. Le Landtag refuse. Il est dissout par Guillaume Ier le 11 mars, mais les progressistes triomphent aux élections du 6 mai, et la nouvelle chambre repousse à nouveau le budget. La majorité de la Diète espère ainsi obtenir des réformes démocratiques et une politique unitaire active. Guillaume, qui hésite entre l’abdication et le coup d’État, finit par appeler Bismarck au pouvoir, que son ministre von Roon lui présente comme seul capable de faire face à la crise. Bismarck utilise la théorie de la lacune constitutionnelle (aucun texte n’oblige le roi à céder devant les députés) pour faire voter de 1862 à 1865 un budget uniquement approuvé par la chambre des seigneurs, sans provoquer aucune agitation[66].
- 6 octobre : en Pologne, la conscription ne se fait plus par tirage au sort mais selon des listes que dresse l’administration[67].
- 22 octobre : début d’une révolution en Grèce. Un gouvernement provisoire dépose Othon Ier de Grèce[68]. Profitant d’une visite du roi en province, des garnisons se soulèvent à Vonitza et le contraignent à la fuite (24 octobre). Depuis l’instauration du gouvernement minoritaire de Miaoulis en 1860, divers fait témoignant d’une hostilité croissante à la famille royale se sont succédé : insurrection de Nauplie en février et multiplication des complots, dont le dernier a été soutenu par Londres (voir élection au trône de Grèce (1862-1863)).
- 1er novembre : suppression des droits à l’exportation aux Pays-Bas[69].
- 8 décembre : traité des Dappes entre la France et la Suisse[70].

- Activités révolutionnaires en Pologne[71].

## Naissances en 1862
- 1er janvier :
  - Ethel Brilliana Tweedie, écrivaine, photographe, peintre, aquarelliste et illustratrice britannique († 15 avril 1940).
  - Vassily Denissov, peintre symboliste, décorateur de théâtre et graphiste polonais puis russe puis soviétique († 1er mai 1922).
- 3 janvier : Josef Klein, acteur germano-autrichien († 4 septembre 1927).
- 7 janvier : Clark Comstock, acteur américain († 24 mai 1934).
- 8 janvier : Joseph Déchelette archéologue français († 4 octobre 1914).
- 15 janvier : Loïe Fuller danseuse américaine † 1er janvier 1928).
- 20 janvier : José Silbert, peintre français († 1er juillet 1936).
- 21 janvier : Arthur J. Jefferson, acteur anglais († 15 janvier 1949).
- 22 janvier : Joseph Bail, peintre français († 28 novembre 1921).
- 23 janvier : David Hilbert, mathématicien allemand († 14 février 1943).
- 26 janvier : Alice Jacob, illustratrice irlandaise († 31 juillet 1921).
- 30 janvier : Walter Damrosch, chef d'orchestre et compositeur né en Allemagne et mort aux États-Unis († 22 décembre 1950).
- 31 janvier : Georges Charles Coudray, sculpteur et médailleur († 1932).

- 1er février : Jules Guiboud, peintre français de l’école de Murol († 1933).
- 5 février : Felipe de Jesús Villanueva Gutiérrez, compositeur mexicain († 28 mai 1893).
- 8 février : Ferdinand Ferber, pionnier français de l'aviation († 22 septembre 1909).
- 16 février : Désiré Delansorne, coureur cycliste, garagiste, vendeur de cycles et homme politique français († 17 novembre 1937).
- 17 février : Edward German, musicien et compositeur d'origine galloise († 11 novembre 1936).
- 20 février :
  - Miguel Luis Amunátegui Reyes, intellectuel, écrivain, littérateur, historien et homme politique chilien († 18 octobre 1949).
  - William Julian-Damazy, graveur, peintre et illustrateur français († 14 mai 1925).
- 26 février : Fanny Brate, peintre suédoise († 24 avril 1940).
- 28 février : Albert Joseph Pénot, peintre français († 17 octobre 1930).

- 5 mars : Matsuoka Hisashi, peintre japonais de style yōga († 28 avril 1944).
- 6 mars : Guerrita (Rafael Guerra Bejarano), matador espagnol († 21 février 1941).
- 15 mars : Jules Lagae, sculpteur belge († 2 juin 1931).
- 18 mars : Eugène Jansson, peintre suédois († 15 juin 1915).
- 19 mars :
  - Ruggero Panerai, peintre italien († 24 octobre 1923).
  - Marcel Rieder, peintre français († 30 mars 1942).
- 20 mars : Ernest Jean Chevalier, peintre français († 3 novembre 1917).
- 22 mars : Léon Fauché, peintre français († 15 février 1950).
- 24 mars : Francisco Alió, compositeur et pianiste espagnol († 31 mars 1908).
- 28 mars : Aristide Briand, président du Conseil français († 7 mars 1932).

- 2 avril : Nicholas Butler, philosophe, homme politique, professeur d'université et diplomate américain († 7 décembre 1947).
- 4 avril : Leonid Pasternak, peintre russe († 31 mai 1945).
- 5 avril : Louis Ganne, compositeur français († 13 juillet 1923).
- 6 avril : Philippe Sudre Dartiguenave, avocat, écrivain et homme politique haïtien († 8 juillet 1926).
- 7 avril : Christian Landenberger, peintre allemand († 13 février 1927).
- 14 avril : Félix Robert, matador français († 19 janvier 1916).
- 15 avril : René Ménard, peintre symboliste français († 13 janvier 1930).
- 20 avril : Alfred-Charles Weber, peintre français († 11 décembre 1922).
- 24 avril :
  - Gaston Bussière, peintre français († 29 octobre 1928).
  - Henri Delavallée, peintre français († 12 juin 1943).

- 2 mai : Maurice Emmanuel, compositeur et musicologue français († 14 décembre 1938).
- 4 mai : Jules Dubois, coureur cycliste français († 6 décembre 1928).
- 6 mai : Oscar Underwood, homme politique américain († 25 janvier 1929).
- 9 mai :
  - Edmond Defonte, peintre français († 4 octobre 1948).
  - James Doyle Penrose, peintre irlandais († 2 janvier 1932).
- 15 mai : Ferdinand Sinet, peintre, portraitiste et portraitiste canin français († 15 septembre 1947).
- 16 mai : Willem de Zwart, peintre et graveur néerlandais († 11 décembre 1931).
- 18 mai : Albert von Schrenck-Notzing, médecin, pionnier de la psychothérapie et de la parapsychologie allemand († 12 février 1929).
- 21 mai : Charles-Boris de Jankowski, peintre, dessinateur, lithographe et illustrateur polonais († 7 décembre 1941).
- 24 mai : Charles Ignace Auguste Jacques Offenbach, compositeur français († 7 décembre 1883).
- 27 mai : Charles Malfroy, peintre français († 21 juillet 1939).
- 31 mai : Mikhaïl Nesterov, peintre russe puis soviétique († 18 octobre 1942).

- 1er juin :
  - Philipp August Becker, romaniste allemand († 21 novembre 1947).
  - Robert Jahoda, relieur polonais († 28 février 1947).
- 3 juin : Gaston Rivierre, coureur cycliste français († 1er décembre 1942).
- 8 juin : Emmanuel Aladjalov, peintre russe puis soviétique († 19 février 1934).
- 18 juin :
  - Eugène Cadel, peintre, graveur, critique d'art et enseignant français († 27 septembre 1941).
  - Ismaël Gentz, peintre allemand († 20 octobre 1914).
- 20 juin : Alfred-Louis Bahuet, peintre, graveur et lithographe français († 1910).
- 21 juin :
  - Pierre-Émile Cornillier, peintre et écrivain français († 1948.
  - Bruno Götze, coureur cycliste sur piste allemand († 28 mai 1913).
- 22 juin : Ivan Šišmanov, philologue, écrivain, professeur d'université, critique littéraire et homme politique bulgare († 22 juin 1928 ou 23 juin 1928).
- 26 juin : Ella Church Strobell, cytologue et zoologiste américaine († 1920).
- 27 juin : Fernand Salkin, militaire et peintre français († 21 janvier 1937).

- 4 juillet : Marguerite Thyes, peintre luxembourgeoise († 6 août 1920).
- 6 juillet : Louis Bombled, peintre, dessinateur et graveur français († 9 octobre 1927).
- 14 juillet : Gustav Klimt, peintre autrichien († 6 février 1918).
- 15 juillet : Henri Laurent-Desrousseaux, peintre, céramiste et illustrateur français († 11 août 1906).
- 18 juillet : Richard Ranft, peintre paysagiste, dessinateur et graveur suisse († 13 juin 1931).
- 19 juillet : Eugène François Deshayes, peintre orientaliste français († 1939).
- 22 juillet :
  - Charles Léandre, illustrateur, lithographe, caricaturiste, dessinateur, sculpteur et peintre français († 24 mai 1934).
  - Louis Roy, peintre et graveur français († 22 juin 1907).
- 30 juillet : Božena Viková-Kunětická, femme politique, journaliste, femme de lettres et féministe tchèque († 18 mars 1934).

- 3 août : Jules-Victor Verdier, peintre français († 7 novembre 1926).
- 5 août :
  - Marcel Baschet, peintre et illustrateur français († 28 décembre 1941).
  - Joseph Merrick, dit « Elephant Man » († 11 avril 1890).
- 6 août : Armand Rassenfosse, peintre et lithographe belge († 28 janvier 1934).
- 7 août :
  - Albert de Povourville, aventurier taoïste († 30 décembre 1939).
  - Henri Le Sidaner, peintre post-impressionniste français († 16 juillet 1939).
- 9 août : Augusts Deglavs, écrivain, éditeur et homme politique letton († 3 avril 1922).
- 14 août : Frank Broadstreet Carvell, député et ministre néo-brunswickois († 9 août 1924)
- 21 août : Emilio Salgari, écrivain italien († 25 avril 1911)
- 22 août : Claude Debussy, compositeur français († 25 mars 1918).
- 26 août : Achille Chainaye, sculpteur et journaliste belge († 20 décembre 1915).
- 27 août : Abram Arkhipov, peintre russe († 25 septembre 1930).
- 29 août :
  - Andrew Fisher, homme d'État britannique puis australien († 22 octobre 1928).
  - Fred Huntley, acteur, réalisateur et scénariste britannique († 1er novembre 1931).
- 31 août : Eugène Martial Simas, peintre, décorateur de théâtre, architecte d'intérieur, cartonnier et illustrateur français († 30 septembre 1939).

- 9 septembre : Maurice Eliot, peintre, pastelliste, graveur, illustrateur et professeur de dessin français († 21 août 1945).
- 10 septembre : Hans von Flotow, diplomate allemand († 19 décembre 1935).
- 11 septembre : Frank Beal, réalisateur, scénariste et acteur américain († 20 décembre 1934).
- 12 septembre : Émile Duray, peintre français d'origine belge († 18 mai 1937).
- 14 septembre : David Estoppey, peintre, dessinateur et lithographe suisse († 4 janvier 1952).
- 20 septembre : Hyacinthe Royet, peintre, illustrateur et affichiste français († 1926).
- 21 septembre : 
  - Maurice Chabas, peintre symboliste français († 11 décembre 1947).
  - Henri Cler, anarchiste et syndicaliste français († 21 juin 1910).
- 25 septembre : Léon Boëllmann, organiste et compositeur français († 11 octobre 1897).
- 27 septembre : Auguste François-Marie Gorguet, peintre, dessinateur, graveur et affichiste français († 1927).

- 2 octobre : Justus D. Barnes, acteur américain († 6 février 1946).
- 8 octobre : Emil von Sauer, pianiste et compositeur allemand († 29 avril 1942).
- 9 octobre : Henri Dodelier, militaire, illustrateur et peintre français († vers 1945).
- 10 octobre :
  - Arthur De Greef, pianiste et compositeur belge († 29 août 1940).
  - Antoine de La Rochefoucauld, peintre et collectionneur d'art français († 8 septembre 1959).
- 14 octobre :
  - Adolf von Bonsdorff, éducateur et homme politique finlandais († 31 mars 1928).
  - Alexandre Goutchkov, homme politique russe († 14 février 1936).
- 15 octobre :
  - Julia Abel-Truchet, peintre française († 15 avril 1935).
  - Conrad Ansorge, pédagogue, pianiste et compositeur allemand († 13 février 1930).
- 19 octobre : Auguste Lumière, pionnier français du cinéma († 10 avril 1954).
- 23 octobre : Prosper Mortou, musicien français († 2 mai 1925).
- 26 octobre :
  - Hilma af Klint, artiste suédoise, théosophe et pionnière de l'art abstrait († 21 octobre 1944).
  - Paul Place-Canton, peintre français († 19 mars 1908).
- 27 octobre : Antoine-Louis Manceaux, peintre, illustrateur et lithographe français († 13 novembre 1939).
- 30 octobre : Eugenio Cisterna, peintre et décorateur italien († 22 septembre 1933).

- 5 novembre : Leonardo Castellanos y Castellanos, évêque mexicain, vénérable († 19 mai 1912).
- 13 novembre : Julien Chappée, peintre, collectionneur et archéologue français († 17 octobre 1957).
- 15 novembre : Lee Kyu-wan, homme d'État coréen durant la dynastie Joseon († 15 décembre 1946).
- 17 novembre : Maurice Lobre, peintre français († 22 mars 1951).
- 18 novembre : Ernest Choquette, écrivain,  homme politique, journaliste et médecin canadien († 29 mars 1941).
- 19 novembre : Henri Lasson, chef du protocole de la présidence de la République française († 20 janvier 1951).
- 22 novembre : Consuelo Fould, peintre française († 17 mai 1927).
- 23 novembre :
  - Désiré Maroille, homme politique belge († 12 juillet 1919).
  - Théo van Rysselberghe, peintre belge († 13 décembre 1926).
  - Salvador Viniegra, peintre d'histoire et mécène espagnol († 29 avril 1915).
- 25 novembre :
  - Émile de Lalieux de La Rocq, homme politique belge († 7 septembre 1918).
  - Ethelbert Nevin, pianiste et compositeur américain († 17 février 1901).
- 28 novembre : Albert Rigolot, peintre français († 25 avril 1932).
- 30 novembre : Hubert Krains, écrivain belge et militant wallon († 10 mai 1934).

- 3 décembre : Jules Renkin, avocat et homme politique belge († 15 juillet 1934).
- 4 décembre : Constant Montald, peintre et sculpteur belge († 5 mars 1944).
- 9 décembre : Ernest de Chamaillard, peintre français de l'École de Pont-Aven († 30 septembre 1931).
- 11 décembre : Frédéric Brou, peintre et sculpteur français († 15 mai 1925).
- 12 décembre : Fernand Maillaud, peintre et illustrateur français († 30 août 1948).
- 18 décembre : Carlo Petitti di Roreto, général et homme politique italien († 27 janvier 1933).
- 22 décembre : Marthe Élisabeth Barbaud-Koch, peintre française († après 1928).
- 23 décembre : Otto Findeisen, chef d'orchestre et compositeur allemand né en Autriche († 25 janvier 1947).
- 24 décembre :
  - Vassili Bakcheïev, peintre et enseignant russe puis soviétique († 28 septembre 1958).
  - Stéphan Elmas, compositeur, pianiste et professeur arménien († 11 août 1937).
- 26 décembre : François Gauzi, peintre et graveur français († 23 octobre 1933).

- Date précise inconnue :
  - Tullio Allegra, peintre italien († 1934).
  - Bajram Curri, homme politique et activiste albanais († 29 mars 1925).
  - Mary Ann Hutton, écrivaine de langue irlandaise († 29 août 1953).
  - Bagher Khan, homme politique iranien († 12 novembre 1911).
  - Georges Mac-Master, compositeur irlandais naturalisé français († 31 mars 1898).
  - Carlotta Sacchetti, artiste peintre italienne († 1934).

## Décès en 1862
- 17 janvier : John Tyler, président des États-Unis (° 29 mars 1790).

- 3 février :
  - Jean-Baptiste Biot, physicien, astronome et mathématicien, qui utilisa le premier la lumière polarisée pour l’étude des solutions (° 21 avril 1774).
  - Carl Ludwig Blume, botaniste néerlandais (° 29 juin 1789).
- 7 février : František Škroup, compositeur et chef d'orchestre tchèque (° 3 juin 1801).
- 10 février : Jacques Rothmuller, peintre et lithographe français (° 29 décembre 1804).

- 1er mars : Peter Barlow, mathématicien et physicien britannique (° 13 octobre 1776).
- 8 mars : Adrien de La Fage, compositeur et musicologue français (° 28 mars 1801).
- 15 mars : Henry Scheffer, peintre français d'origine néerlandaise (° 25 septembre 1798).
- 17 mars :
  - Jacques Fromental Halévy, compositeur français, auteur de La Juive (° 27 mai 1799).
  - Jan Adam Kruseman, peintre néerlandais (° 12 février 1804).
- 23 mars : Sophie Adlersparre, peintre suédoise (° 6 mars 1808).

- 5 avril : Barend Cornelis Koekkoek, peintre néerlandais (° 11 octobre 1803).
- 12 avril : Theodore Frelinghuysen, avocat et personnalité politique américaine (° 28 mars 1787).
- 15 avril : Frederick William Hope, zoologiste britannique (° 3 janvier 1797).
- 20 avril : Pepete (José Dámaso Rodríguez y Rodríguez), matador espagnol (° 11 décembre 1824).

- 5 mai : Léon Soulié, peintre français (° 17 novembre 1804).
- 6 mai : Henry David Thoreau, essayiste, mémorialiste et poète américain (° 12 juillet 1817).
- 13 mai : Fredric Westin, peintre d'histoire et de portrait suédois (° 22 septembre 1782).
- 17 mai : Fromental Halévy, compositeur français (° 27 mai 1799).
- 27 mai : Alexandre-François Caminade, peintre français (° 14 décembre 1783).

- 11 juin : Antoine-Charles Taschereau, fonctionnaire, militaire et homme politique canadien (° 26 octobre 1797).

- 5 juillet : Heinrich Georg Bronn, géologue allemand (° 3 mars 1800).
- 16 juillet : Toussaint Jean Hippolyte de Cornulier, militaire, homme politique et industriel français (° 25 août 1789)
- 19 juillet : Nicolas-Philibert Adelon, médecin et physiologiste français (° 20 août 1782).
- 24 juillet :
  - Michel-Philibert Genod, peintre français (° 20 septembre 1796).
  - Martin Van Buren, président des États-Unis (° 5 décembre 1782).

- 5 août : Félix De Mûelenaere, homme politique belge (° 5 avril 1793).
- 8 août : Allan MacNab, homme d'affaires et homme politique canadien (° 19 février 1798).
- 9 août : Johann Carl Gottlieb Arning, homme politique allemand (° 5 juin 1786).
- 12 août : Johann Michael Ackner, archéologue et naturaliste de Transylvanie (° 25 janvier 1782).

- 8 septembre : Ignacio Zaragoza, militaire mexicain, général qui s'illustra dans la guerre contre le corps expéditionnaire français. (° 24 mars 1829).
- 16 septembre : Boniface de Castellane (74 ans), maréchal de France et comte d'Empire (° 21 mars 1788).
- 21 septembre : Ernest Godard, médecin et anthropologue français (° 6 janvier 1826).
- 24 septembre : Anton Martin Slomšek (sl) évêque et pédagogue slovène (° 1800).

- 21 octobre : Benjamin Collins Brodie, physiologiste et chirurgien britannique (° 8 juin 1783).

- 7 novembre :
  - Charles Mozin, peintre français (° 12 mars 1806).
  - Muhammad Bahâdur Shâh, dernier empereur moghol de l'Inde (° 24 octobre 1775).

- 2 décembre : Marius Gueit, organiste, violoncelliste et compositeur français (° 2 juillet 1808).
- 5 décembre : 
  - Félix De Vigne, peintre et archéologue belge (° 16 mars 1806).
  - Aloys Henhöfer, théologien chrétien allemand (° 11 juillet 1789).
- 8 décembre : Théodore Verhaegen, avocat et homme d'État belge (° 5 septembre 1796).
- 18 décembre : Jean-Charles Develly, dessinateur et peintre français (° 1er octobre 1783).
- 29 décembre : François-Nicolas-Madeleine Morlot, cardinal français, archevêque de Paris (° 28 décembre 1795).

- Date inconnue :
  - Abel Dufresne, magistrat, peintre et homme de lettres français (° 8 novembre 1788).
  - Pietro Ronzoni, peintre italien (° 1781).
  - Shuki Okamoto, peintre de fleurs et d'oiseaux, japonais (° 1807).